# Баяни

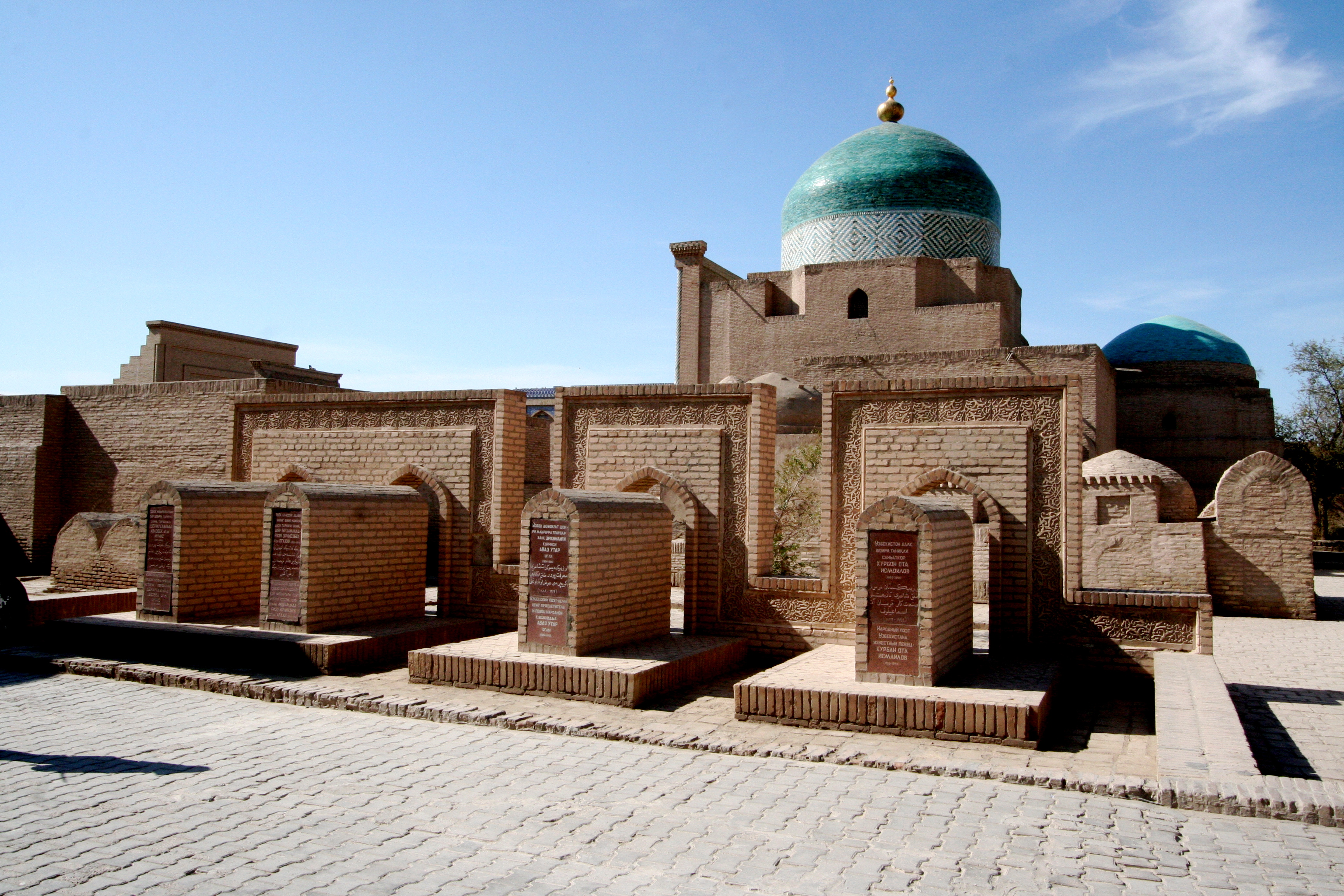

Мухаммад Юсуф Баяни (узб. Muhammad Yusuf Bayoniy , 1859—1923) — узбекский поэт, писатель, историк, музыковед, каллиграф, переводчик. 

## Биография
Мухаммад Юсуф Баяни родился в Хиве. Он был выходцем из узбекского рода кунграт и являлся внуком хивинского хана Эльтузара (1804-1806). Учился в Медресе Шергази-хана в Хиве. Баяни скончался в 1923 году в Хиве.

## Творчество
Баяни был автором исторических трудов «Родословная хорезмшахов» (Шажараи хорезмшахи) и « История Хорезма». «Родословная хорезмшахов» была написана по просьбе правителя Хорезма Асфандияр-хана в 1911-1915 годах. В «Родословной хорезмшахов» повествуется история Хорезма начиная с 1874 по 1914 год. Таким образом, это произведение является продолжением сочинений Муниса Хорезми и Агахи. 
«История Хорезма» была написана позже «Родословной хорезмшахов» уже после провозглашения Хорезмской народной советской республики в 1920 году. Сочинение состояло из 16 глав и содержало краткое изложение всеобщей истории и историю Хорезма до 1918 года, однако до нас дошли только 8 глав. 
Баяни перевёл с арабского на узбекский язык «Сахаиф ул-ахбар». Он также перевел с персидского на узбекский язык «Историю ат-Табари», «Шейбани-намэ» Бинаи и др.